# Beke Sándor
Beke Sándor (Csilizradvány, 1939. február 26. –) szlovákiai magyar rendező, színházigazgató a Gárdonyi Géza Színház Örökös Tagja.

## Bevezetés
Szülei Beke József és Füssy Ilona voltak. 1954–1958 között a pozsonyi Magyar Tanítóképző hallgatója volt. 1959–1963 között a Pozsonyi Színművészeti Főiskola színész-, 1963–1968 között a Színház- és Filmművészeti Főiskola színházrendező szakán tanult Nádasdy Kálmán osztályában. 1969-ben megalapította a kassai Thália Színházat. 1976-ban politikai okokból Magyarországra jött. 1976–1978 között a Miskolci Nemzeti Színház rendezője volt. 1978-ban családjával együtt áttelepült Magyarországra. 1978–1984 között a kecskeméti Katona József Színház főrendezője, 1984–1990 között a Népszínház rendezője volt. 1990–1994 között a Komáromi Jókai Színház igazgatója és rendezője volt. 1994 óta a Magyar Játékszíni Társaság főtitkára és elnökségi tagja. 1996–2001 között az egri Gárdonyi Géza Színház igazgatója és rendezője volt. 2001-2010 között a Kassai Thália Színház rendezője és művészeti tanácsadója. 2005-ben a Magyar Köztársasági Arany Érdemkereszt kitüntetésben részesült. 2019-ben megkapta az MMA Színházművészeti Díját.

## Életpályája
1989-es események lehetővé tették, hogy Csehszlovákiában politikailag és társadalmilag is rehabilitálják. A Magyar Területi Színház és a kassai Thália Színház művészei visszahívták és igazgatójukká választották 1990. március 16-án. Önállósította a kassai Thália Színházat. Sikerült új, saját épületet szereznie a komáromi színháznak, és javaslatára a város nagy szülöttjéről, Jókairól elnevezni. Létrehozta a Jókai Alapítványt. Ennek fő célja, hogy megteremtődjenek egy nyári szabadtéri színház működésének a feltételei. 1991 nyarán a Komáromi Vár történelmi hatos bástyájában beindította az első szabadtéri színházat, Bástya Színház néven.
Magyarország legidősebb aktív színházi rendezője. Jelenleg megtekinthető rendezése Márai Sándor: Kaland (Kassai Thália Színház)

## Magánélete
1964-ben házasságot kötött Plank Erzsébettel. Két fiuk született: Artúr (1965) és Zsolt (1971).

## Színházi rendezései
- Korunk és költészetünk (1963. december 17.)
- Emberbotanika (1964. május 25.)
- Eugene O’Neill: Jones császár (1967)
- Szigligeti Ede: Liliomfi (1967. jún. 23)
- William Shakespeare: Romeo és Júlia (1968. jan. 26.)
- Szép Ernő: Május (1968. március 15.)
- De Benedetti: Tridsať sekúnd lásky (1968. november 2.)
- Oscar Wilde: Bunbury (1969. február 7.)
- Háy Gyula: Isten, császár, paraszt (1969. április 25.)
- Carlo Goldoni: Két úr szolgája (1969. november 29.)
- Henrik Ibsen: Kísértetek (1970. január 29.)
- Jean Cocteau: Rettenetes szülők (1970. április 25.)
- Thomas Brandon; Halász Rudolf; Nádas György: Szerelmem Donna Rita (1970. június 27.)
- Jean-Paul Sartre: Altona foglyai (1970. december 10.)
- Tamási Áron: Énekes madár (1971. április 15.)
- Alekszandr Nyikolajevics Osztrovszkij: Vihar (1972. január 13.)
- Vörösmarty Mihály: Csongor és Tünde (1972. május 11.)
- Sarkadi Imre: Elveszett paradicsom (1972. június 29.)
- Osvald Záhradník: Kinek üt a torony(óra)? (1972. október 12.)
- Alekszandr Valentyinovics Vampilov: Búcsúzás júniusban (1972. december 14.)
- Lovicsek Béla: Tűzvirág (1973. június 14.)
- Tersánszky Józsi Jenő: Kakuk Marci (1973. december 13.)
- Aleksej Arbuzov: Jó reggelt, boldogság! (1973. december 13.)
- Örkény István: Tóték (1974. március 28.)
- Tamási Áron: Vitéz lélek (1974. október 17.)
- Carlo Goldoni: A chioggiai csetepaté (1975. április 10.)
- William Shakespeare: Othello (1975. december 5.)
- Lovicsek Béla: Alattunk a város, felettünk az ég (1976. április 22.)
- Szakonyi Károly: Adáshiba (1976. november 18.)
- Maurice Maeterlinck: Monna Vanna (1976)
- Bertha Bulcsu: A fürdőigazgató (1977)
- Alfred de Musset: Lorenzaccio (1978)
- Schwajda György: Segítség (1978)
- Sütő András (író): Káin és Ábel (1978)
- Dosztojevszkij: A félkegyelmű (1979)
- Hubay Miklós; Károlyi: Én vagyok Ravelszki (1979)
- Katona József (író): Ziska vagyis a husziták első pártütése Csehországban (1980)
- Örkény István: Macskajáték (1980 – Szimferopol)
- Tadeusz Różewicz: Fehér házasság (1980)
- Jean Anouilh: Becket, vagy Isten becsülete (1981)
- Carlo Goldoni: A chioggiai csetepaté (1981)
- Friedrich Schiller: Ármány és szerelem (1982)
- Páskándi Géza: Vendégség (Dávid Ferenc, avagy Unus est Deus?) (1983)
- Szigligeti Ede: Liliomfi (1983)
- Szirmai Albert: Mágnás Miska (1983)
- Bernard Slade: Jövőre, veled, ugyanitt (1984)
- Kertész Ákos: Névnap (1984)
- Örkény István: Tóték (1984 – Iaşi)
- Kocsis István (író): Jászai Mari (A megkoszorúzott) (1984)
- Pancso Pancsev: A négy süveg (1985)
- Ivan Bukovčan: Keringő a padláson (1985)
- Gyárfás Miklós: Egérút (1985)
- Franca Rame; Dario Fo: Női sorsok – Erogén zónák (1985)
- Slamovir Mrożek: Mészárszék (1985)
- Ivan Bukovčan: Mielőtt a kakas megszólal (1986)
- Carlo Goldoni: Bugrisok (1986)
- Köves József: Nyakigláb, Csupaháj, Málészáj (1987)
- Hunyady Sándor: Júliusi éjszaka (1987)
- Czakó Gábor (író): Édes hármas avagy Éljük túl Micit! (1987)
- Ľubomír Feldek: Az ennivaló nagynéni (1988)
- Tamási Áron: Csalóka szivárvány (1989)
- Csurka István: Házmestersirató (1989)
- Jáchym Topol: Macska a síneken (1990)
- N. Richard Nash: Az esőcsináló (1990)
- Háy Gyula: cAliguLÓ (1990)
- Molière: Fösvény (1991)
- Bródy Sándor (író): A tanítónő (1991)
- Tadeusz Różewicz: Fehér házasság (1991)
- Carlo Goldoni: A tengerparti csetepaté (1991)
- Háy Gyula: Mohács (1991)
- Tennessee Williams: A vágy villamosa (1992)
- Ébert Tibor: Esterházy (1992)
- Márai Sándor: A kassai polgárok (1992)
- Illyés Gyula: Tiszták (1992)
- Szigligeti Ede: Liliomfi (1993)
- Madách Imre (író): Az ember tragédiája (1993)
- Mészáros László: Klapka (1993)
- Samuel Beckett: Godot-ra várva (1994)
- Carlo Goldoni: Két úr szolgája (1994)
- Tolcsvay–Müller–Müller: Mária evangéliuma (1994)
- Bornemisza Péter: Magyar Electra (1994 – Marosvásárhely)
- Carlo Goldoni: A tengerparti csetepaté (1995)
- Illés Lajos (zenész): Cantus Hungaricus - Magyar ének (1995)
- Háy Gyula: cAliguLÓ (1996)
- Mikszáth Kálmán; Szakonyi Károly: Szent Péter esernyője (1996)
- Ratkó József: Segítsd a királyt! (1996)
- Friedrich Schiller: Ármány és szerelem (1997)
- Tolcsvay László: Mária evangéliuma (1997)
- Madách Imre (író): Az ember tragédiája (1998)
- Maurice Maeterlinck: A kék madár (1998)
- Várkonyi Mátyás: Egri csillagok (1998)
- William Shakespeare: Romeo és Júlia (1998)
- Henrik Ibsen: A vadkacsa (1998)
- Molière: Fösvény (1999)
- Mikszáth Kálmán; Szakonyi Károly: Szent Péter esernyője (1999)
- Barta Lajos (író): Szerelem (1999)
- Bornemisza Péter: Magyar Electra (2000)
- Jókai Mór; Pályi András: A kőszívű ember fiai (2000)
- Szörényi Levente–Bródy János: István, a király (2000)
- Gárdonyi Géza: Annuska (2000)
- Katona József (író): Bánk bán (2001)
- Kacsóh Pongrác: János vitéz (2001)
- Németh László (író): Görgey (2001)
- Móricz Zsigmond: Csibe (2002)
- Arthur Miller: Pillantás a hídról (2003)
- Gál Sándor: A pokol kapujában (avagy a legnagyobb törpe) (2003)
- Kocsis István (író): Jászai Mari (A megkoszorúzott) (2004)
- Dobos László: Földönfutók (2005)
- Egressy Zoltán: Vesztett éden (2005)
- Egressy Zoltán: Angyalkövet (2007)
- Márai Sándor: A gyertyák csonkig égnek (2010)
- Egressy Zoltán: Vesztett éden (2011)
- Kocsis István (író): A fény éjszakája (2113)
- Vörösmarty Mihály: Csongor és Tünde (2014)
- Márai Sándor: A kassai polgárok (2014. ápr. 17.)
- Tersánszky Józsi Jenő: Kakuk Marci (2016. jan. 15.)
- Gál Elemér: Héthavas gyermekei (2016. márc. 18.)
- Kocsis István (író): Tárlat az utcán (2017. ápr. 8.)
- Fekete Sándor(író): Lenkey tábornok – a tizenegyedik aradi vértanú (2018. okt. 5.)
- Márai Sándor: Kaland (2019. okt. 10.)

| Szerző | Cím                    | Bemutató dátuma | Színház | Főbb szereplők, közreműködők | Érdekességek, információk |
| ------ | ---------------------- | --------------- | ------- | ---------------------------- | ------------------------- |
|        | Korunk és költészetünk | 1963.12.17.     |         |                              |                           |
|        |                        |                 |         |                              |                           |
|        |                        |                 |         |                              |                           |

## Videók
- Szent Erzsébet érdemeiről beszél Beke Sándor. YouTube https://www.youtube.com/watch?v=xriHEnLI_e0&t=93s
- Kassai Thália Színház 50 éves https://www.youtube.com/watch?v=sUkRZHO534o
- Márai Sándor: Kaland (rendező: Beke Sándor) https://www.youtube.com/watch?v=dQR2IIPB73Y